# Josep Pesarrodona Altimira
Josep Pesarrodona Altimira (Sant Salvador de Guardiola, 1 de febrer de 1946) és un ciclista català que fou professional entre 1971 i 1979. El seu principal èxit esportiu fou la victòria a la Volta a Espanya de 1976. En l'edició de 1978 quedà en segona posició per darrere de Bernard Hinault. En el seu palmarès també destaca una etapa de la Volta a Catalunya i una altra a la Volta a Suïssa. La Marxa Cicloturista Josep Pesarrodona serveix per homenatjar-lo.

## Palmarès
- 1970
  - 1r a la Volta a Lleida
- 1971
  - Vencedor d'una etapa de la Volta a Astúries
- 1974
  -  Campió d'Espanya de Muntanya
  - 1r a la Clàssica d'Ordizia
  - Vencedor d'una etapa de la Volta a Catalunya
  - Vencedor d'una etapa de la Volta a Astúries
- 1976
  -  1r de la Volta a Espanya
  - Vencedor d'una etapa de la Volta a Suïssa
- 1978
  - Vencedor d'una etapa de la Volta a Aragó

### Resultats a la Volta a Espanya
- 1972. 8è de la classificació general
- 1973. 4t de la classificació general
- 1974. 37è de la classificació general
- 1975. 18è de la classificació general
- 1976. 1r de la classificació general
- 1977. 8è de la classificació general
- 1978. 2n de la classificació general
- 1979. 18è de la classificació general

### Resultats al Tour de França
- 1974. 29è de la classificació general
- 1975. 34è de la classificació general
- 1976. 11è de la classificació general

### Resultats al Giro d'Itàlia
- 1972. 14è de la classificació general
- 1973. 4t de la classificació general